# Sikorsky S-39
Dimensions
Le Sikorsky S-39 est un hydravion à coque américain des années 1930, dérivé du S-38. Il est désigné Y1C-28 par l'USAAC.